# Herman IV Szwabski
Herman IV (ur. 1014, zm. 28 lipca 1038) – książę Szwabii w latach 1030–1038 z dynastii Babenbergów. Był młodszym synem Ernesta I i Gizeli oraz pasierbem cesarza Konrada II.
Został księciem Szwabii po śmierci brata Ernesta II w 1030 roku, który zbuntował się przeciw cesarzowi Konradowi II i omal nie stracił księstwa.

## Małżeństwo i dzieci
W styczniu 1037 roku ożenił się z Adelajdą z Susy (1014-27 grudnia 1091). Jak sam powiedział na łożu śmierci, w małżeństwie pozostawał 18 miesięcy.
Zmarł bezpotomnie.

## Śmierć
Podczas wyprawy do Turynu Herman IV zaraził się dżumą i tam zmarł. Pochowany został w tamtejszej katedrze. Gorące lato nie pozwoliło przewieźć zwłok do Niemiec.